# Pliniusz Młodszy
Pliniusz Młodszy, łac. Gaius Plinius Caecilius Secundus, także Minor (ur. ok. 61 r. n.e., zm. ok. 113 r. n.e.) – polityk, mówca, prawnik i pisarz rzymski.
Urodził się w Comum Novum (dziś Como w Lombardii). Po śmierci ojca, Lucjusza Caeciliusa Cilo, edyla prowincji, został adoptowany przez Pliniusza Starszego, który był jego wujem. Rozpoczął karierę urzędniczą za cesarza Domicjana, wycofał się jednak z życia publicznego zrażony terrorem. Powrócił do polityki za cesarza Trajana, który darzył go zaufaniem i powierzył mu namiestnictwo prowincji Bitynii i Pontu.
Pliniusz był znakomitym mówcą, co potwierdza jedyna zachowana mowa (Panegiryk) na cześć cesarza Trajana. Do historii przeszedł jako epistolograf. Zachowało się jego 247 listów (Epistulae), które stanowią obraz życia w tych czasach. Pliniusz pisał o wybuchu Wezuwiusza, pogrzebach, narodzinach, życiu w mieście i na wsi. Wartość największą stanowią listy do Tacyta (gdzie opisana jest m.in. śmierć Pliniusza Starszego) oraz listy do cesarza (m.in. o prześladowaniu chrześcijan). Styl Pliniusza Młodszego określany bywa jako jasny, rzeczowy, zwięzły. Jego listy, w odróżnieniu od np. korespondencji Cycerona były od początku przeznaczone do publikacji, nie jest to więc ściśle rzecz biorąc korespondencja prywatna.
Zdaniem historyków XIX-wiecznych Pliniusz, zwłaszcza w porównaniu z Seneką i Tacytem, uchodził za obywatela przeciętnie majętnego. Tymczasem już powierzchowne badania pozwoliły stwierdzić, że Pliniusz miał 10 tysięcy ha ziemi, co kwalifikowało jego posiadłości do typu latyfundialnego. Trzeba jednocześnie przyjąć, że różna była wartość ziemi ornej, lasów, pastwisk, winnic, a wreszcie posiadłości podmiejskich i miejskich, zwłaszcza w okolicach Rzymu.
Dobra ziemskie Pliniusza koncentrowały się w trzech regionach Italii: pierwsze w Umbrii koło Tifernum Tiberinum na pograniczu z Etrurią, drugie w okolicach Comum Novum nad Jeziorem Laryjskim i trzecie w Lacjum koło nadmorskiej osady Vicus Laurentium. Ta ostatnia posiadłość – mimo bliskości Rzymu – przynosiła najmniejsze dochody, o czym sam pisał tłumacząc, że tam właśnie powstało najwięcej jego dzieł: "nec agrum, quem non habeo, sed ipse me studiis excolo". Największe natomiast dochody przynosiły mu dobra w okolicach Jeziora Laryjskiego, co zaprzątało jego gospodarską uwagę. Oba ośrodki oddalone od Rzymu przynosiły mu ponad milion sesterców rocznego przychodu.
Najbardziej dziś znanym (i najczęściej cytowanym) fragmentem prac Pliniusza Młodszego jest opis wybuchu Wezuwiusza w roku 79 n.e., kiedy to nieoczekiwanie poniósł śmierć obserwujący kataklizm jego wuj Pliniusz Starszy.
Pliniusz Młodszy jest głównym bohaterem powieści historycznej Jacka Hajduka pt. Pliniusz Młodszy (Novae Res, Gdynia 2012).